# Motor (tidning)
Motor, ISSN 0027-1764, är medlemstidning för Riksförbundet M Sverige, och Sveriges största biltidning med en upplaga på 104 000 exemplar (TS, helåret 2016).
Tidningen Motor utges sedan 1943 och var en veckotidning fram till 1970. Åren 1971–81 utkom den varannan vecka, för att 1982 övergå till månadsutgivning. Detta år tog den också upp den nedlagda Svensk Motortidning (SMT, ISSN 0039-6664), organ för Kungliga Automobilklubben som sedan 1907 kommit ut med åtta nummer per år. Andra tidningar, som hade gått upp i SMT var Motor : nordisk motortidskrift (1924–23) och Motorjournalen (1922–32). Åren 1933–36 var SMT dagstidning.
Hjulle Broms var en tecknad serie, som fanns i tidningen 1951–58. Den var tecknad av George Beverloo och handlade om en liten röd bils äventyr.
Motor är en av Sveriges mest prisbelönta medlemstidningar, som senaste åren utsetts till ”Årets medlemstidning” (2009) och belönats för ”Bästa journalistik” (2012) och ”Bästa effekt” (2014) i branschtävlingen Swedish Content Awards (tidigare Guldbladet). Motor har också belönats med tre silver: ”Bästa journalistik” (2011 och 2014) och ”Bästa medlemstidning” (2012). Tidningen har nominerats totalt tolv gånger sedan 2009. Motor produceras sedan 2018 av Content Innovation.  
| Chefredaktör       | Erik Trulsson           |
| Ansvarig utgivare  |                         |
| Utgivare           | Riksförbundet M Sverige |
| Projektledare      |                         |
| Produktion         | Content Innovation      |
| Annonser           |                         |
| Upplaga            | 104 000                 |
| Utgivningsfrekvens | 8 nr/år                 |
| Första numret      | 1943                    |
| Land               | Sverige                 |
| Språk              | Svenska                 |
| Webb M Sverige     | www.msverige.se         |

### Fotnoter
1. ↑  TS-kontrollerad upplaga[död länk] för 2009, Tidningsstatistik AB.